# Jean Curtius
Jean De Corte més conegut com a Jean Curtius (Lieja, 1551 – Liérganes, Cantàbria, 12 de juliol de 1628) va ser un industrial i empresari.

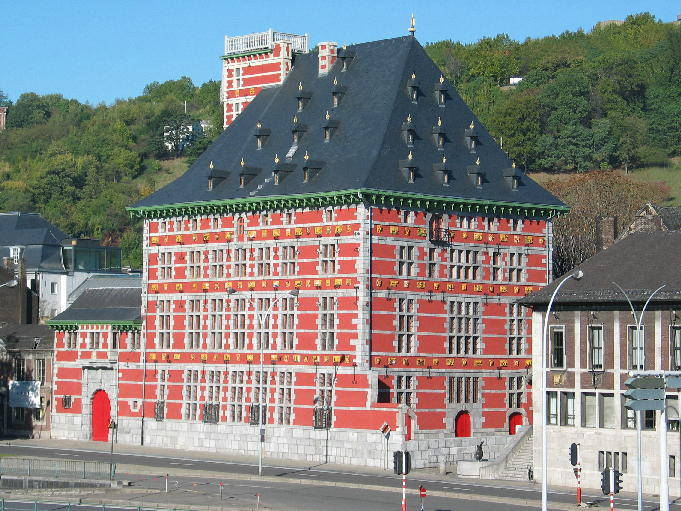
Lieja, casa Curtius

Joan era el fill d'un notari, Jacques Decorte, que havia llatinitzat el seu nom, com era de costum a aquesta època, a Curtius i d'Helwy de Doerne. Va casar-se amb Peronella Braaz, la filla d'un comerciant ric de la ciutat. Joan va esdevenir un fabricant i negociant de pólvora, proveïdor, entre d'altres, de l'exèrcit de la cort de Castella. Va instal·lar les seves primeres fàbriques al Molí Curtius a Vaux-sous-Chèvremont. Des de 1595 va començar l'explotació de mines de minerals i de carbó. Aviat va fer fortuna i va esdevenir commissari general de les municions de guerra del rei Felip II de Castella.
Va posseir la seva mina pròpia de carbó i el príncep-bisbe Ernest de Baviera va atorgar-li el monopoli de l'extracció d'alum a Flémalle i anomenar-lo «el mestre més ric de les empreses soterrànies». A les diverses fàbriques i tallers al principat va desenvolupar moltes innovacions tècniques.

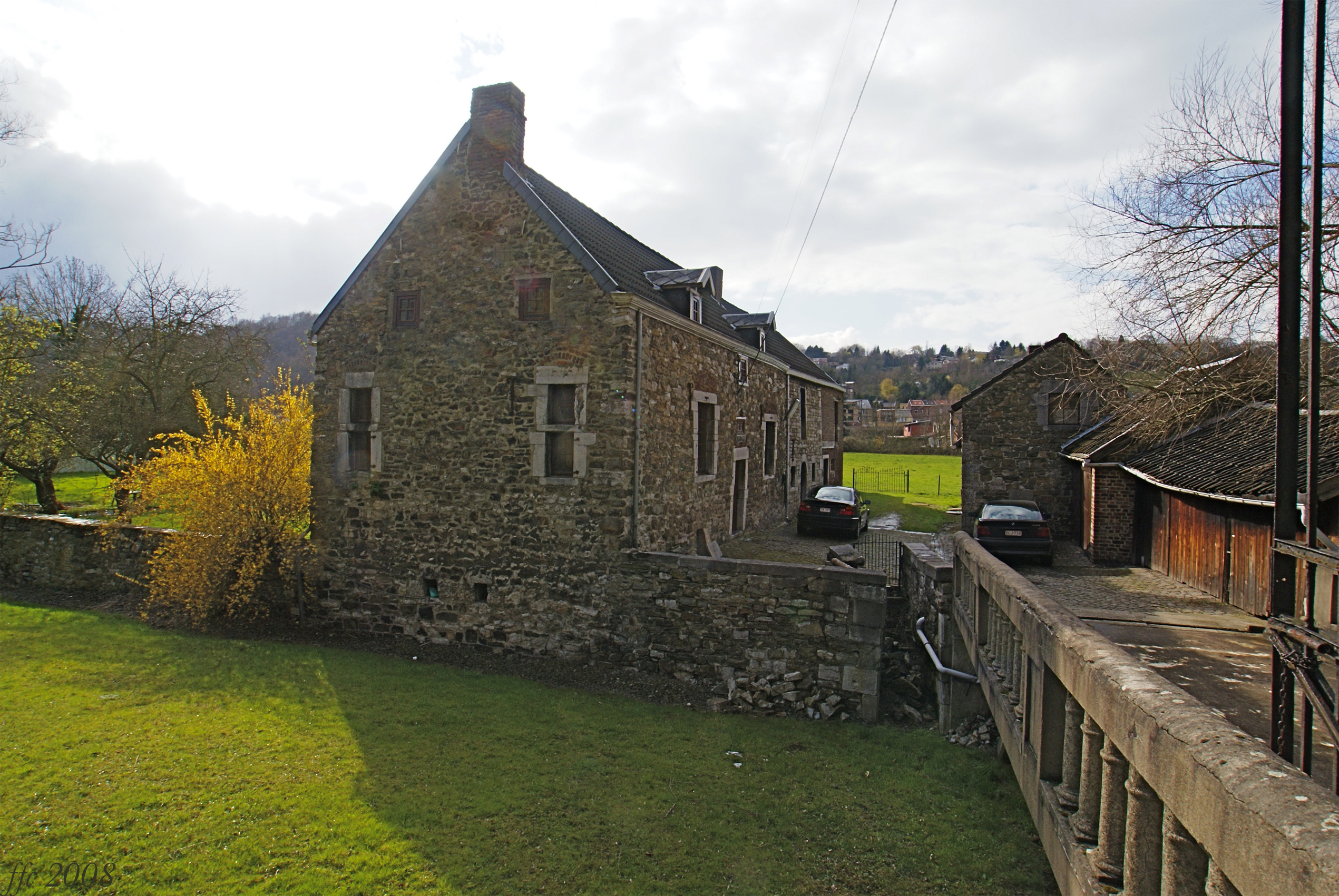
El molí Curtius a Vaux-sous-Chèvremont

La seva reputació no va limitar-se al principat i la seva expertesa i fortuna va interessar els caps coronats europeus. Així va esdevenir el financer de l'arxiduc Albert VII d'Àustria, governador dels Països Baixos espanyols. La cort de Castella va atorgar a en Curtius el dret de construir fàbriques a la península Ibèrica. Després d'un plet llarg amb el Senyoriu de Biscaia que temia de perdre el seu monopoli, va establir-se a Lièrganes a La Montaña a Cantàbria on va morir el 1628. La fàbrica a Lièrganes que va vendre poc abans de morir va esdevenir la més important fàbrica d'artilleria de l'imperi Espanyol.

## Edificis
L'edifici noble que va construir a Lieja, el palau privat més gran de la ciutat històrica era la seu del museu d'art i història de la ciutat. A l'inici del segle XXI va crear-se el Grand Curtius, un illa museística que integra diverses cases antigues de la qual la casa Curtius ha esdevingut el centre. Va ser inaugurada el 2009. Fora de la ciutat va adquirir els castells de Grand Aaz i d'Oupeye.